# Kelvin Davis
Kelvin Geoffrey Davis  (* 29. September 1976 in Bedford) ist ein ehemaliger englischer Fußballspieler und heutiger Trainer.

## Spielerkarriere

### Luton Town und FC Wimbledon (1994–2003)
Kelvin Davis debütierte in der Saison 1993/94 für Luton Town in der zweitklassigen Football League First Division. Nach drei Jahren als Ersatztorhüter bestritt er 1997/98 zweiunddreißig Ligaspiele für seine inzwischen in der dritten Liga spielenden Mannschaft. 1998/99 beendete der 22-jährige Stammtorhüter (44 Ligaspiele) mit Luton die Drittligasaison als Tabellenzwölfter. 
Am 14. Juli 1999 wechselte Davis für £600.000 Ablöse zum Erstligisten FC Wimbledon. Für seinen neuen Verein blieb er in der Premier League 1999/2000 ohne Ligaeinsatz und stieg mit der Mannschaft aus London als Drittletzter in die zweite Liga ab. Nach dem Abstieg avancierte Kelvin Davis zum Stammtorhüter, verpasste jedoch mit Wimbledon als Tabellenachter die Rückkehr in die Premier League. Auch in den beiden anschließenden Spielzeiten blieb ihm der Platz zwischen den Pfosten seiner Mannschaft, ehe er 2003 den Verein verließ. Bereits 2002 hatte der Verein die Erlaubnis für den umstrittenen Umzug von London nach Milton Keynes bekommen.

### Ipswich Town und AFC Sunderland (2003–2006)
Am 6. August 2003 wechselte der ablösefrei Torhüter zum Zweitligisten Ipswich Town und unterzeichnete einen Dreijahresvertrag. Mit seiner neuen Mannschaft zog Davis (45 Ligaspiele) als Tabellenfünfter in die Play-offs 2003/04 ein, scheiterte dort jedoch vorzeitig an West Ham United. Nach einem dritten Platz in der neu eingeführten Football League Championship 2004/05 und einem erneuten Aus in der ersten Play-off-Runde gegen West Ham, wechselte Davis am 14. Juni 2006 für £ 1.250.000 Ablöse zum Erstligaaufsteiger AFC Sunderland. Als Auszeichnung für seine guten Leistungen wurde er ins PFA Team of the Year der zweiten Liga gewählt. In der Premier League 2005/06 setzte ihn der Trainer Mick McCarthy regelmäßig ein, jedoch kam Sunderland in der neuen Spielklasse nicht zurecht und stieg als abgeschlagener Tabellenletzter wieder in die zweite Liga ab. 

### FC Southampton (2006–2016)
Nach einer auch für ihn persönlich unglücklichen Saison wechselte der inzwischen 29-jährige Torhüter am 21. Juli 2006 zum Zweitligisten FC Southampton. Mit Southampton erreichte er über einen sechsten Platz in der Football League Championship 2006/07 die Play-offs, scheiterte jedoch bereits in der ersten Runde im Elfmeterschießen an Derby County. Nach einer deutlichen Verschlechterung der Leistung 2007/08 stieg die Mannschaft aus Südengland in der Football League Championship 2008/09 in die dritte Liga ab. Dort verpasste der Verein um den ins PFA Team of the Year gewählten Kelvin Davis 2010 die Rückkehr in die zweite Liga. Nach einer Leistungssteigerung in der Football League One 2010/11 erreichte der erneut in die Mannschaft des Jahres gewählte Torhüter mit Southampton die Vizemeisterschaft und damit den Aufstieg.
Bereits ein Jahr später gelang Southampton mit Davis, der Ende Juni 2011 seinen Vertrag bis Mitte 2014 verlängert hatte, der direkte Durchmarsch in die Premier League. In der höchsten englischen Spielklasse rückte er zurück ins zweite Glied und war fortan nur noch Ersatztorhüter hinter Artur Boruc sowie ab 2014 hinter Fraser Forster. Als Forster sich schließlich im März 2015 schwer am Knie verletzte und Boruc zwischenzeitlich an den AFC Bournemouth ausgeliehen war, feierte Davis nach einer weiteren Verlängerung seines Kontrakts gegen den FC Burnley (2:0) ein gefeiertes Comeback. Dabei wurde er als bester Spieler („Man of the Match“) ausgezeichnet.

## Trainerkarriere
Ende Dezember 2017 wurde Davis Co-Trainer von Mauricio Pellegrino beim FC Southampton. Nach dessen Entlassung arbeitete er ab Mitte März 2018 an der Seite von Mark Hughes. Nachdem dieser Anfang Dezember 2018 entlassen worden war, betreute Davis die Mannschaft am 15. Spieltag bei der 1:3-Niederlage bei den Tottenham Hotspur als Interimstrainer. Anschließend wurde Ralph Hasenhüttl neuer Cheftrainer und Davis kehrte auf seine Position als Co-Trainer zurück.